# Новогодняя ёлка Плуто
«Новогодняя ёлка Плуто» (англ. Pluto's Christmas Tree) — мультфильм 1952 года о Микки Маусе. Это одна из немногих короткометражных мультфильмов Disney, режиссера Джека Ханны, где не в главной роли Дональд Дак, хотя Дональд появляется в камео в конце. Это 125-й короткометражный мультфильм о Микки Маусе, и второй за тот год.

## Описание
Микки и Плуто отправляются в лес за елкой и вместе с новогодним деревом приносят в дом и бурундучков Чипа и Дейла.

## Сюжет
Микки и Плуто идут за рождественской елкой. Находясь в лесу, Плуто пытается вынюхать одну из них и привлекает внимание Чипа и Дейла, которые бросают один из своих желудей в Плуто. Плуто гонится за ними, и они прячутся в соседней ёлке. К их удивлению, Микки выбрал ёе, как свою рождественскую ёлку и рубит. Микки и Плуто тащат её домой, не подозревая, что они приносят с собой Чипа и Дейла. Причём Дейл хочет сбежать, но видит Плуто и снова прячется в ёлке.
Дома Микки и Плуто украшают ёлку, внутри которой Чип и Дейл гуляют, удивленные видом украшений и огней. Дейл замечает, что Микки вешает конфетную трость и высовывает ветку для Микки, чтобы повесить её. Но в конечном итоге получает стеклянный шарик, который его сперва пугает, а затем забавляет. После того, как Микки заканчивает украшать ёлку, Плуто садится, чтобы полюбоваться их работой, когда он вдруг замечает, что один из огней мигает. Он сует свой нос рядом и обнаруживает, что Дейл возился с лампочкой. Дейл поворачивает нос Плуто (считая его лампочкой), и оказывается вынут. Плуто рычит, но Чип тянет Дейла обратно на ёлку. Плуто и Дейл начинают лаять друг на друга, после чего Дейл начинает насмехаться над Плуто, бросая некоторые украшения на пол. Плуто тут же ловит их. Микки заходит, чтобы положить под ёлку какие-то завернутые подарки и, думая, что Плуто просто играется, вешает украшения обратно на ёлку, невольно помещая один из шариков на нос Дейла. Дейл несётся вверх по елку с украшением. Плуто пытается указать на него Микки, но Дейл исчезает в ёлке с украшением, прежде чем Микки это замечает.
Затем Плуто видит, что Дейл вылез из ёлки, чтобы взять несколько орехов из миски на столе рядом. Поэтому Плуто перекрывает путь к ёлке, не давая Дейлу вернуться. Он преследует Дейла до камина, где бурундук пытается замаскироваться под одну из миниатюрных свечей Санты, но Плуто чует его через маскировку. Микки возвращается с другим подарком, и Плуто пытается указать ему на Дейла, но Микки думает, что Плуто просит его зажечь свечи. После того, как Микки зажигает их (включая Дейла), Чип замечает, что его приятель снова в беде. Чип использует хвост Плуто в качестве лифта, гасит огонь на шляпе Дейла и убегает с ним. Плуто преследует их снова, в результате чего он попадает ногами в некоторые из подарочных коробок. Затем поднимается по лестнице, которую Микки оставил у ёлки. Бурундуки закрывают лестницу и заставляют Плуто упасть с неё. В ярости Плуто прыгает на ёлку, чтобы напасть на них.
Микки пытается остановить Плуто, но всё напрасно – от ёлки ничего не осталось. Микки собирается наказать Плуто за разрушенную елку, но вдруг замечает Чипа и Дейла на одной из оставшихся ветвей. Хотя Плуто все еще хочет избавиться от них, Микки хочет, чтобы они остались на Рождество. Именно тогда они слышат пение снаружи и идут к соседнему окну, где видят Минни, Гуфи и Дональда, поющих «Deck the Halls». Чип и Дейл поют вместе с ними, а затем Плуто пытается петь, но он поет так плохо, что бурундуки шлепают наклейку на его рот.

## Актеры озвучивания
- Джимми Макдональд — Микки Маус
- Пинто Колвиг — Плуто и Гуфи
- Десси Флинн — Дейл[2]
- Хелен Сейберт — Чип
- Рут Клиффорд — Минни Маус
- Кларенс Нэш — Дональд Дак

## Прочее
Данная короткометражка показана "Занесённые снегом в Мышином доме".